# Филлокариды
Филлокариды (лат. Phyllocarida) — подкласс высших раков. Включает единственный современный отряд тонкопанцирные (Leptostraca) и три вымерших отряда: Hoplostraca, Canadaspidida и Archaeostraca. Отличались обилием и разнообразием на протяжении девонского периода, однако затем группа пришла в упадок.